# Parafia rzymskokatolicka w Wysokich Tatrach
Parafia rzymskokatolicka w Wysokich Tatrach – parafia rzymskokatolicka należąca do dekanatu Poprad diecezji spiskiej na Słowacji. Kościołem parafialnym jest kościół św. Piotra i Pawła w Nowym Smokowcu.

## Historia parafii
Parafia została erygowana 1 lipca 1943 roku. Wcześniej jej tereny należały do struktur parafialnych w Szczyrbie (Szczyrbskie Jezioro), Batyżowcach (Tatrzańska Polanka), Młynicy (Stary Smokowiec), Wielkim Sławkowie (Dolny Smokowiec) i Wielkiej Łomnicy (Tatrzańska Łomnica). W chwili powstania na terenie nowej parafii znajdowały się cztery kościoły i jedna kaplica. W roku 1981 zamontowano organy w ówczesnym kościele parafialnym w Starym Smokowcu. W latach 90. XX wieku zaczęto myśleć o budowie nowego kościoła parafialnego. Zgodę na budowę uzyskano w 1997 roku. Budowa trwała 5 lat. W 2002 poświęcono nowy kościół parafialny św. Piotra i Pawła w Nowym Smokowcu. 

## Kościoły na terenie parafii
Na terenie parafii znajduje się kilka kościołów, w których się odprawia regularnie nabożeństwa.
Są to:
- Kościół parafialny św. Piotra i Pawła – Nowy Smokowiec

a także kościoły i kaplica filialna:
- Kościół Najświętszego Zbawiciela – Dolny Smokowiec
- Kościół Niepokalanego poczęcia NMP – Stary Smokowiec
- Kościół Podwyższenia Krzyża Świętego – Szczyrbskie Jezioro
- Kościół Wniebowzięcia NMP – Tatrzańska Łomnica
- Kaplica Siedmiu Boleści NMP – Tatrzańska Polanka

## Proboszczowie parafii[2]
- ks. Oto Hlúsek (1943–1944)
- ks. Anton Ďurka (1945–1946)
- ks. František Bujna (1946–1949)
- ks. Mikuláš Stanislav (1951)
- ks. Jozef Lajoš (1951–1953)
- ks. Karol Uhlárik (1954–1955)
- ks. Jozef Kožár (1955–1956)
- ks. Ján Slávik (1956–1964)
- ks. Ján Hudý (1964–1967)
- ks. Gejza Findura (1967–1973)
- ks. Jozef Pataky (1973–1978)
- ks. Stefan Štefan (1978–2012)
- ks. Róbert Tokár (od 2012)[3]

## Terytorium parafii
Parafia obejmuje wszystkie podtatrzańskie osady od Podbańskiej do Tatrzańskiej Kotliny, w tym całe miasto Wysokie Tatry.